# Les Deux Toréadors
Pour plus de détails, voir Fiche technique et Distribution.
Les Deux Toréadors (I due toreri) est un film hispano-italien réalisé par Giorgio Simonelli et sorti en 1965.

## Synopsis
À Pietrasecca, ville imaginaire de la Sicile, deux cousins, Franco et Ciccio Scontentezza, rivaux depuis longtemps  sont chargés d'offrir leurs propres terres et leur disponibilité pour la culture de certaines plantes.
L'entrepreneur qui a passé commande, un certain Pierre, est un trafiquant de drogue notoire. Profitant de l'ignorance des deux comparses, il a l'intention de s'en servir pour obtenir les plants de marijuana pour son trafic illicite. Pierre a également demandé aux deux cousins de le prévenir par télégramme lorsque les plantes seraient en fleurs. Ces derniers, de bonne foi, accomplissent la tâche et  voient les plantes grandir pensant qu'il s'agit d'une sorte de salade...

## Fiche technique
- Titre français : Les Deux Toréadors[2]
- Titre original italien : I due toreri
- Réalisation : Giorgio Simonelli
- Scénario : Marcello Ciorciolini, Marcello Ciorciolini, Roberto Gianviti
- Producteur : Leo Cevenini, Vittorio Martino
- Photographie :	Luciano Trasatti
- Montage : Franco Fraticelli
- Musique : Gianni Ferrio
- Décors : Ivo Battelli
- Pays de production :  Italie,  Espagne
- Durée : 110 min
- Genre : comédie
- Année de sortie : 1965

## Distribution
- Franco Franchi : Franco Scontentezza
- Ciccio Ingrassia : Ciccio Scontentezza
- Fernando Sancho : don Alonso
- Rossella Como : Dolores
- Silvia Solar : Margaret
- Maria Teresa Vianello : Paulette
- Elisa Montés : Manuela
- Carlo Romano : Joe Ragusa
- Nino Terzo : Jannot
- Eduardo Fajardo : l'inspecteur N.B.
- Tom Felleghy : Pierre
- Gino Buzzanca : le maréchal
- Oreste Lionello : le photographe
- Enzo Fiermonte : le capitaine du navire
- Enzo Andronico : le médiateur
- Ugo D'Alessio : don Calogero
- Rino Genovese : le docteur
- Rosalia Maggio : donna Matilde